# Herbert Kenneth Airy Shaw
Herbert Kenneth Airy Shaw ( 1902–1985) fue un botánico, entomólogo, y un clasicista. Había nacido en Woodbridge, Suffolk y se recibió en la universidad de Cambridge, para luego emplearse en el Reales Jardines Botánicos de Kew. Fue un experto en flora tropical asiática, y en entomología.

## Taxones
Algunas familias botánicas dadas por el autor:
- Alseuosmiaceae
- Hanguanaceae
- Carlemanniaceae
- Dioncophyllaceae
- Emblingiaceae
- Oncothecaceae
- Paracryphiaceae
- Sladeniaceae
- Tetramelaceae

## Algunas publicaciones
- 1983. An Alphabetical Enumeration of the Euphorbiaceae of the Philippine Islands. Editor Royal Bot. Gardens, 56 pp.

- 1981. The Euphorbiaceae of Sumatra. Editor H.M. Stationery Office, 136 pp. ISBN 1878762133

- 1980. The Euphorbiaceae of New Guinea. Her Majesty's Stationery Office. 243 pp. ISBN 978-0-11-241146-8

- 1980. The Euphorbiaceae Platyobeae of Australia. 124 pp.

- 1980. A Partial Synopsis of the Euphorbiacae-Platylobeae of Australia (excluding Phyllanthus, Euphorbia and Calycopeplus). Editor Kew Bull. 124 pp.

- 1976. New Or Noteworthy Australian Euphorbiaceae. Kew Bull. 31 (32 ) 58 pp.

- 1975. The Euphorbiaceae of Borneo, H.M. Stationery Office, 1975. ISBN 978-0-11-241099-7

- 1974. Noteworthy Euphorbiaceae from Tropical Asia: Burma to New Guinea. Hooker's Icones Plantarum. Con A. Radcliffe-Smith. Editor Bentham-Moxon Trustees, 60 pp.

- 1973. A Dictionary of the Flowering Plants and Ferns. Con John Christopher Willis. 8.ª edición revisada, reimpresa de CUP Archive, 1.245 pp. en línea

- 1972. The Euphorbiaceae of Siam. Edición reimpresa de H.M. Stationery Office, 173 pp.

- 1968. Sphenocleaceae. Flora of Tropical East Africa, Londres, 3 pp.

- 1949. Directory of natural history societies. Pamphlet 7. Editor Amateur Entomologists' Society, 155 pp.

- La abreviatura «Airy Shaw» se emplea para indicar a Herbert Kenneth Airy Shaw como autoridad en la descripción y clasificación científica de los vegetales.[1]